# Лема Урисона
Лема Урисона — важливий результат в загальній топології. Теорема стверджує, для будь-яких двох неперетинних замкнутих множин А і В нормального простору X існує дійсна і неперервна в усіх точках цього простору функція f, що приймає у всіх точках множини А значення 0, у всіх точках множини В значення 1 і задовольняє у всіх точках нерівності {\displaystyle 0\leqslant f(x)\leqslant 1.} Дана лема описує не лише необхідні, але і достатні умова для того, щоб {\displaystyle T_{1}}-простір Х був нормальним.